# Hambridge and Westport
 (octobre 2023).
Hambridge and Westport est une paroisse civile du Somerset, en Angleterre.